# Vrijhoeven
Vrijhoeven est une ancienne commune néerlandaise de la Hollande-Méridionale.
Ancienne seigneurie, Vrijhoeven est érigée en commune au début du XIXe siècle. Rattachée dès 1812 à Ter Aar, la commune reprend son indépendance en 1817. En 1841, Vrijhoeven est définitivement réunie à Ter Aar. Vrijhoeven était situé au sud de Ter Aar, près d'Aardam.
En 1840, le hameau comptait 4 maisons et 40 habitants, pour une superficie de 0,77 km2.

## Source
1. ↑  Alphabetisch register van alle bewoonde oorden des Rijks, Departement van Oorlog, Éd. Erven Doorman, 's-Gravenhage, 1850

- (nl) Ad van der Meer et Onno Boonstra, Repertorium van Nederlandse gemeenten 1812-2006, DANS Data Guide 2, La Haye, 2006